# Brenken (westfälisches Adelsgeschlecht)

Wappen derer von und zu Brenken

Brenken ist der Name eines westfälischen Adelsgeschlechts aus dem gleichnamigen Dorf Brenken bei Büren, das zum Uradel des Hochstiftes Paderborn gehört.

## Geschichte
Das Geschlecht erscheint erstmals urkundlich 1102 mit Rado de Brenken. Es gehörte zusammen mit den von Haxthausen, den von Krewet und den von Stapel zu den Haupt-Meyern, den vier Säulen, des Stiftes.
Als ursprüngliches Stammhaus der Familie gilt das Steinhaus am Kirchturm im Dorf Brenken. Für lange Zeit lebten Familienmitglieder auch auf der Wewelsburg, später auch im Bruchshof am Wasser im Dorf Brenken, ab 1513 für kurze Zeit in der neu errichteten und später durch Brand stark beschädigten Burg Erpernburg und ebenfalls kurz in der 1550–1565 erbauten Burg auf der Brede beim Dorf Brenken, die im Dreißigjährigen Krieg zerstört wurde, ab 1515 dann in der Alten Burg in Wewer und nach 1711 im neu errichteten Schloss Erpernburg.
Die Linie von Brenken zu Wewer erlosch im Jahre 1817. Ihr Erbe war Franz Joseph Freiherr von Brenken zu Erpernburg, dem somit die Alte Burg in Wewer zufiel. Sein Sohn Friedrich erwarb 1838 von der Familie von Imbsen das um 1685 errichtete Schloss Wewer samt dazugehörigem Landbesitz und vereinte damit die beiden bis dahin getrennten Rittergüter zu einem. Dieses befindet sich heute im Besitz der Familie von Brenken-Papen.
Franz Josef Freiherr von und zu Brenken adoptierte 1946 seinen Neffen Georg Ferdinand (* 1941), einen Sohn seiner Schwester Clarissa aus der Ehe mit Georg Graf Droste zu Vischering. 1948 erfolgte die Namensänderung zu Georg Ferdinand Freiherr von und zu Brenken. Später erbte der Land- und Forstwirt, der seit 1968 mit Rosa Gräfin von Nostitz-Rieneck verheiratet ist, das Schloss Erpernburg. Die Verwaltung des väterlichen Anwesens leitet mittlerweile der älteste Sohn Franz Josef Freiherr von und zu Brenken (* 1968), der 2011 die 29-jährige Julia-Theresia Ilona Gräfin von Ingelheim genannt Echterin von und zu Mespelbrunn heiratete.

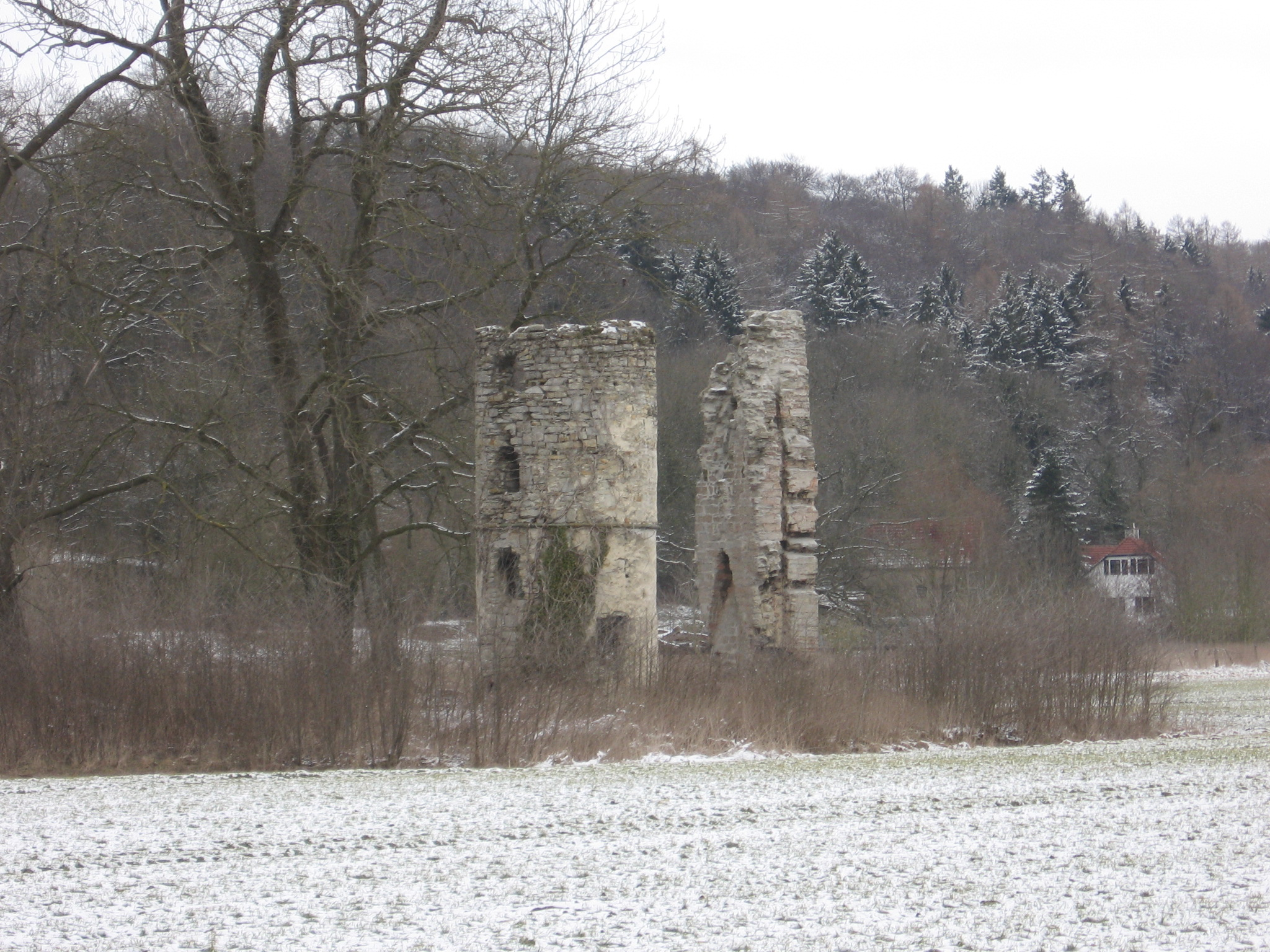
Ruine der Niedernburg in Brenken
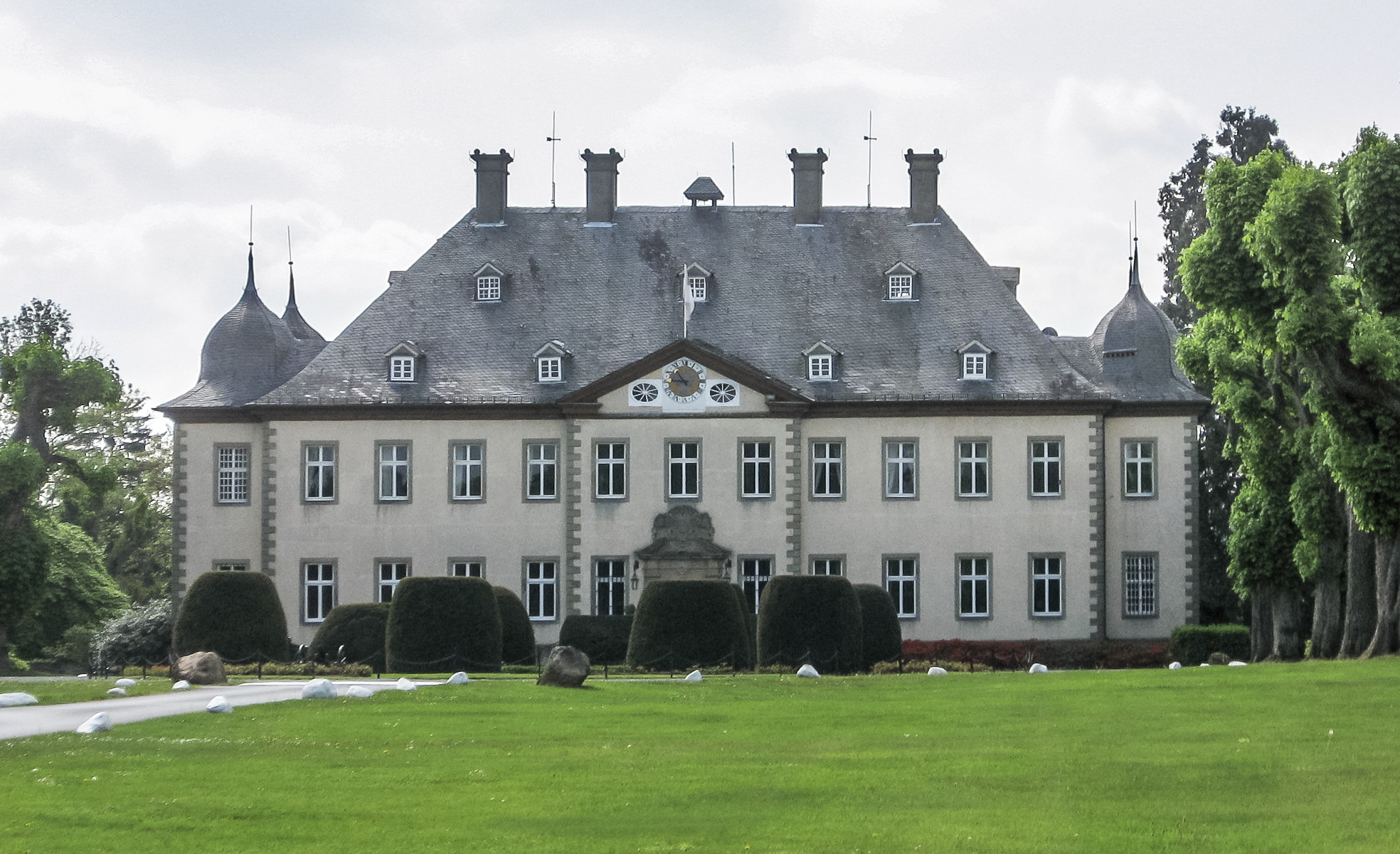
Schloss Erpernburg in Brenken
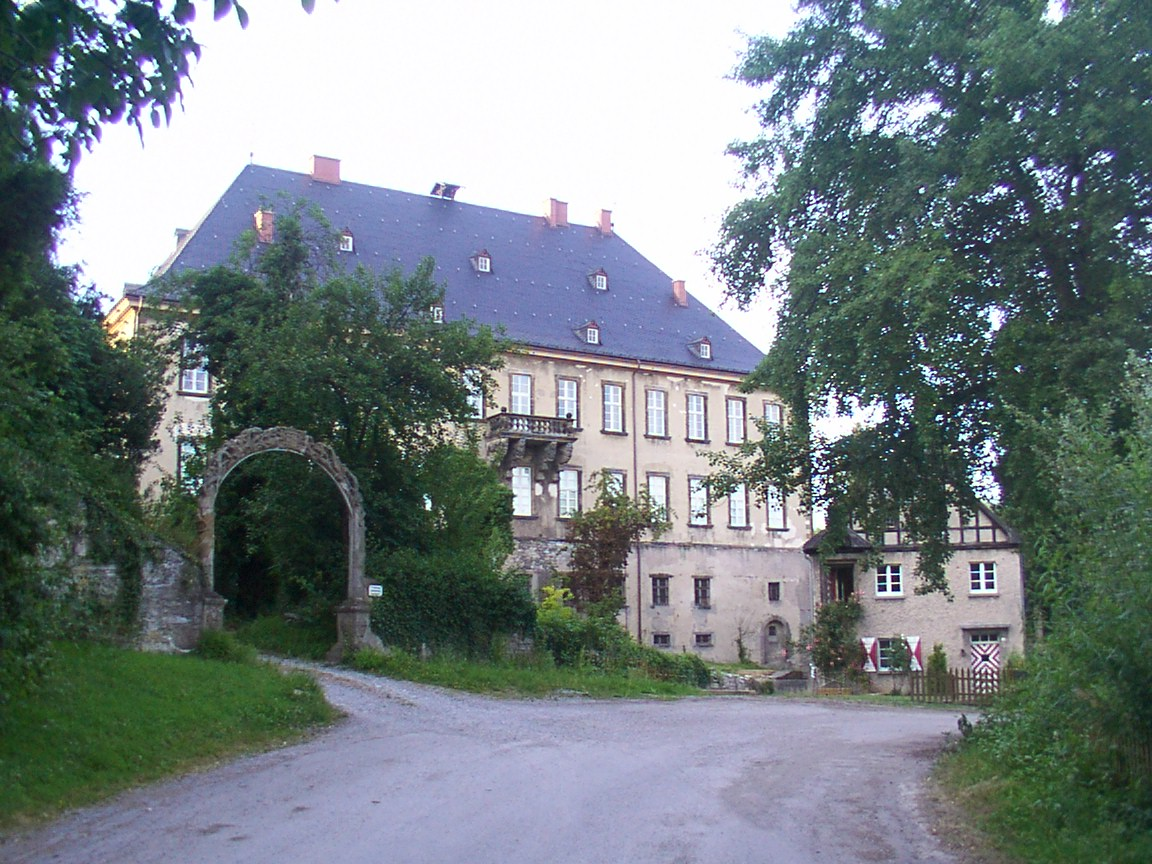
Schloss Wewer

## Wappen
Das geteilte Stammwappen zeigt oben in Gold drei blaue Pfähle, unten in Silber sechs (3:2:1) rote Rosen. Auf dem Helm mit rechts blau-goldenen und links rot-silbernen Decken zwei von Blau und Gold geschachte, außen mit sechs roten Rosen besteckte Büffelhörner.

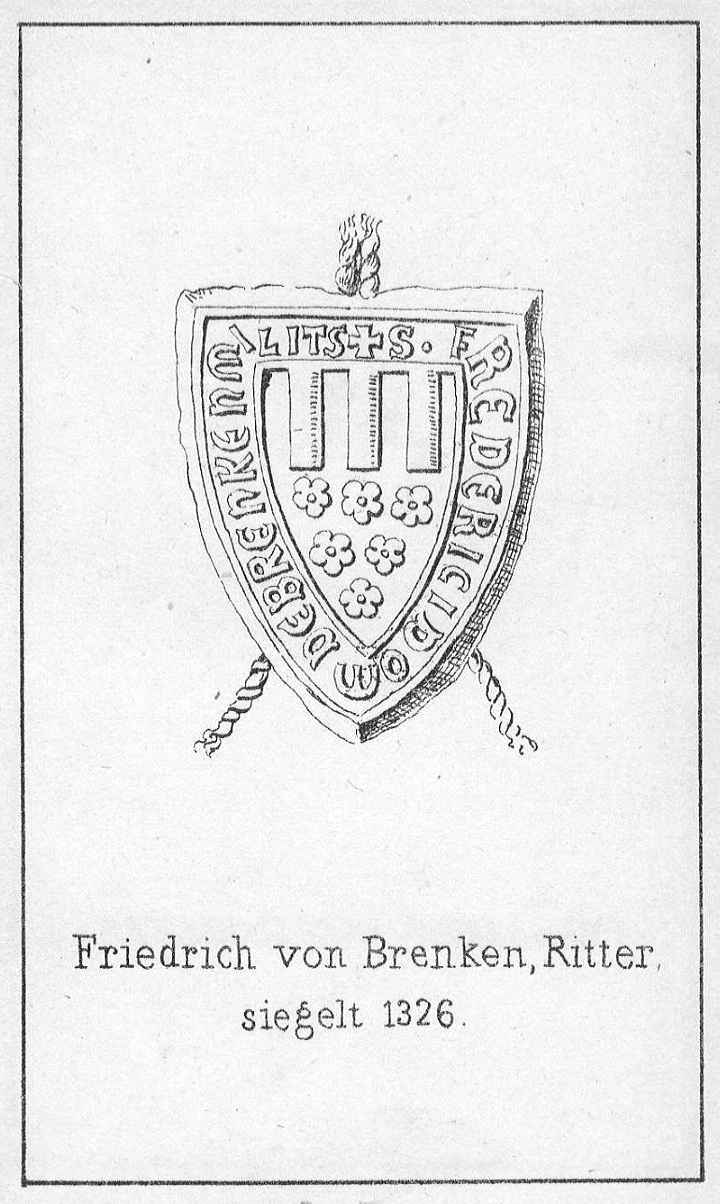
Wappensiegel des Ritters Friedrich von Brenken (1326)
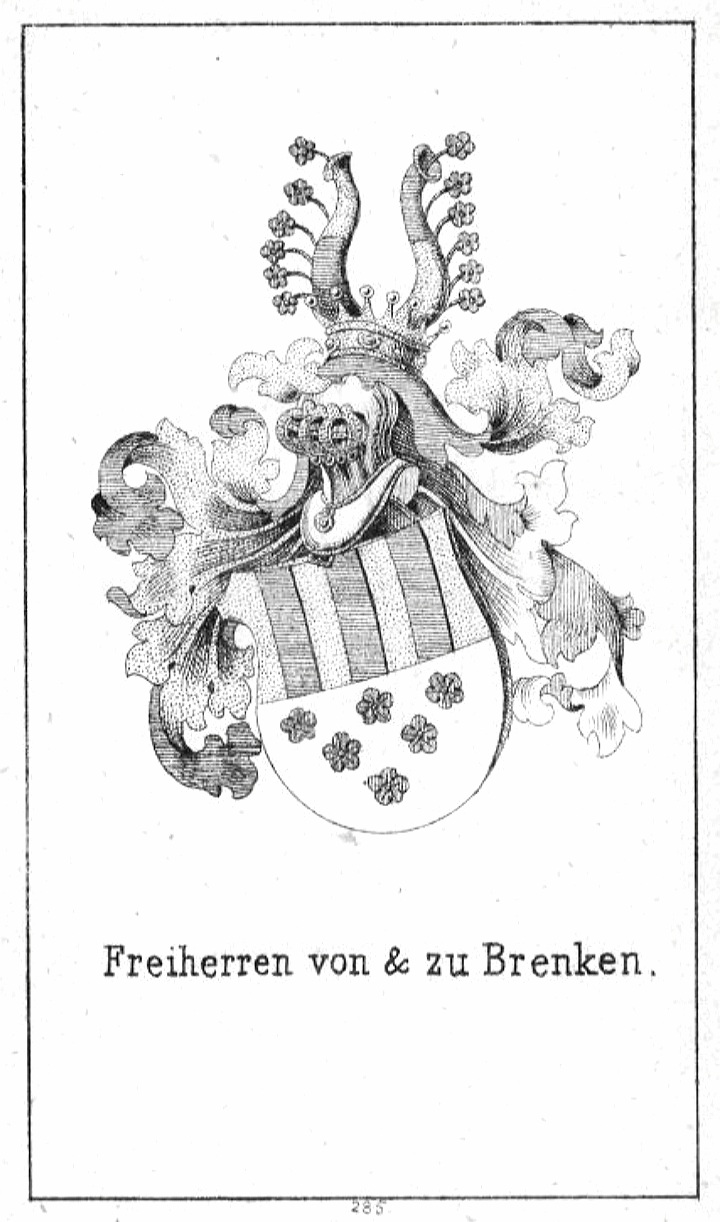
Wappenvariante der Familie von Brenken
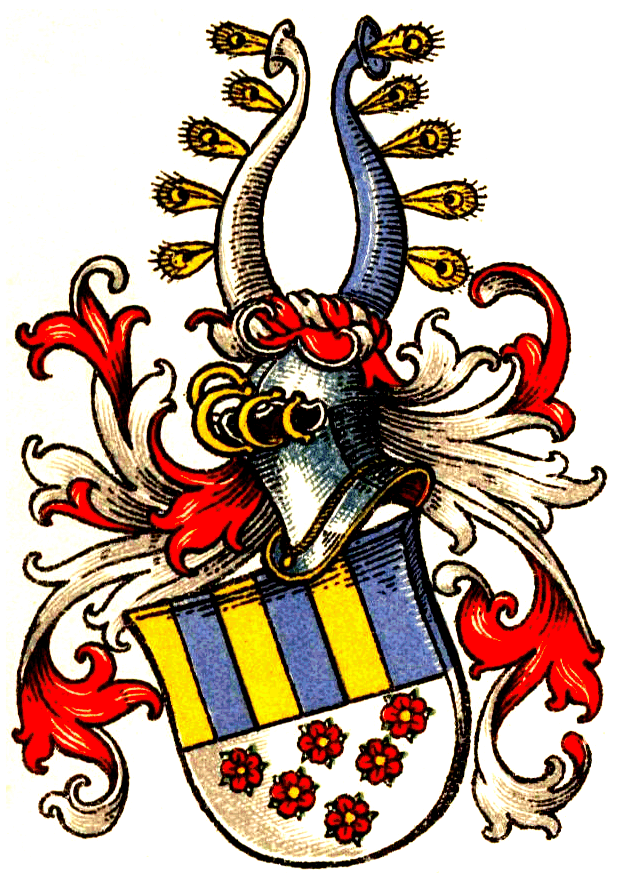
Wappenvariante der Familie von Brenken

Die von Brenkenhoff führten ein ähnliches Wappen, ohne dass eine genealogische Verbindung bekannt ist.
Franz Josef Freiherr von und zu Brenken übertrug seinem Neffen, späteren Adoptivsohn und Erben, Georg Graf Droste zu Vischering (* 1941) auch das Recht, das Stammwappen derer von und zu Brenken zu führen. Der Deutsche Adelsrechtsausschuss beschloss dazu 1962 eine Nichtbeanstandung.

## Familienangehörige
- Franz Joseph von und zu Brenken (1757–1832), Mitglied der Reichsstände des Königreichs Westphalen
- Friedrich Carl von und zu Brenken (1790–1867), Mitglied des westfälischen Provinziallandtags
- Georg Ferdinand von und zu Brenken (* 1941), deutscher Forst- und Landwirt.
- Hermann von und zu Brenken (1820–1894), Mitglied des deutschen Reichstags, Fideikommissherr zu Wewer und Alfen, ab 1870 auch zu Erpernburg, lebte in Wewer bei Paderborn.
- Reinhard Franz von und zu Brenken (1818–1870), Landrat sowie Mitglied des Reichstags des Norddeutschen Bundes, des Zollparlaments und des Preußischen Herrenhauses, Fideikommissherr zu Erpernburg von 1867 bis 1870. Lebte in Holthausen bei Büren.